# Anežka Šedivcová-Formánková

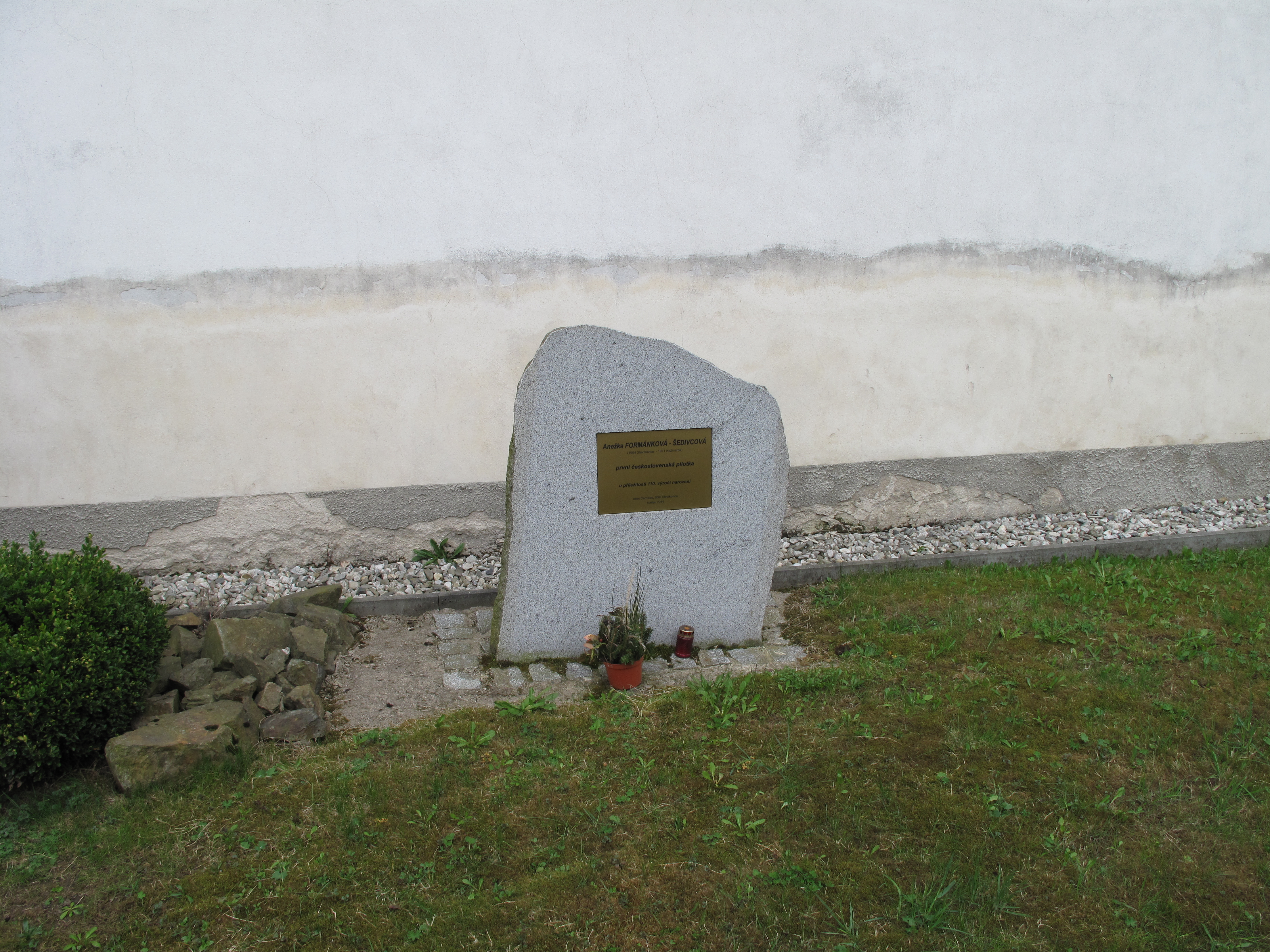
Pomník Anežky Šedivcové-Formánkové v rodných Slavíkovicích u Klatov

Anežka Šedivcová (roz.) Formánková (přezdívaná Agnes, 13. února 1904 Slavíkovice u Klatov – 17. prosince 1971 Kežmarok) byla první česká letkyně, česká sportovkyně, pilotka a radiotelegrafistka, průkopnice zastoupení žen v letectví. 

## Život
Narodila se v rodině velkostatkáře Karla Formánka a Josefy Anežky roz. Horové. Rodina jejího otce přišla ve 2. polovině 19. století z Vídně, kde se její otec narodil. Ve Slavíkovicích byl nejzámožnějším sedlákem. Rodina měla 9 dětí, z toho byl pouze 1 syn. Anežka Formánková chodila do obecné školy ve Slavíkovicích a do měšťanské školy ve Kdyni. Ve dvacátých letech 20. století se rodina přestěhovala do Plzně. Po absolvování střední obchodní školy v Praze byla zaměstnána jako úřednice Škodových závodů v Plzni. S létáním se měla příležitost seznámit prostřednictvím leteckého oddělení Škodových závodů.
Roku 1927 se stala členkou Západočeského aeroklubu, který využíval někdejší vojenské letiště na Borských polích za městem. Zapsala se do leteckého výcviku, který vedl zdejší pilot Vavřinec Šedivec. Kromě něj absolvovala výcvik u pilotů Jaroslava Balíka a Aloise Flory. Výcvik zdárně absolvovala 30. května 1928 a stala se tak první ženou s pilotním průkazem v Československu. 4. června 1928 se s diplomem č. 18 stala první pilotkou turistických (sportovních) letadel v Československu. Dále se věnovala sportovnímu létání, účastnila se rovněž řady propagačních akcí Západočeského aeroklubu, včetně přeletu na letounu Aero A-12 do Bělehradu, který byl jejím nejznámějším a nejdelším přeletem (2 000 km s mezipřistáním v Bratislavě a v Záhřebu). 9. října 1930 složila leteckou zkoušku 2. třídy, která ji umožnila pilotování dopravních letadel s více než 10 cestujícími. 30. 11. 1931 si rozšířila leteckou odbornost o titul první navigátorky 2. třídy.
Začátkem 30. let se provdala za Vavřince Šedivce, který mj. pilotoval let nad borským letištěm 21. září 1930, během kterého uskutečnila Marie Krupičková jako první Češka padákový seskok. Krupičková posléze rovněž získala pilotní průkaz.
Během druhé světové války přerušila Anežka Formánková leteckou činnost a s manželem se přestěhovala do Prahy, kde její mažel v roce 1943 náhle zemřel. Není známo, zda se po druhé světové válce věnovala letectví. Po únoru 1948 došlo ke zrušení leteckého oddělení Škodových závodů a k omezení činnosti Západočeského aeroklubu. V roce 1949 byla Anežce Formánkové odňata letecká legitimace. 
Často trpěla astmatem a jezdila do Vysokých Tater na ozdravné pobyty. Při pobytu v roce 1971 zemřela 17. prosince v nemocnici v Kežmarku. Pohřbena byla na hřbitově v Plzni - Doudlevcích.
U příležitosti 110. výročí narození Anežky Šedivcové - Formánkové byl v jejích rodných Slavíkovicích odhalen v květnu 2014 pamětní kámen.